# 154-я стрелковая дивизия (2-го формирования)
154-я стрелковая дивизия (154 сд) — воинское формирование (соединение, стрелковая дивизия) РККА в Великой Отечественной войне.
Дивизия участвовала в боевых действиях:
- 12.07.1943-09.05.1945

Сокращённое наименование — 154 сд

## История
В середине мая на станции Манчалово (14 км западнее г. Ржев) на базе 82-й морской и 130-й отдельной стрелковых бригад была сформирована 154-я стрелковая дивизия, а полковник К. Н. Никулин утвержден её командиром. До 12 июля 1943 года дивизия в составе 68-й армии находилась в резерве Ставки ВГК, затем выступила маршем и к 24 июля сосредоточилась в районе юго-восточнее города Дорогобуж (нас. пункты Кряково, Марково, Афонино). С 4 августа 1943 года она вошла в подчинение 5-й армии Западного фронта и участвовала в Смоленской и Ельнинско-Дорогобужской наступательных операциях. после этих боев имея большие потери, она 10 сентября выведена в резерв Ставки ВГК для пополнения в посёлок Киреевка Тульской области. 5 октября дивизия была направлена в район города Великие Луки. С 17 октября она вошла в состав 4-й ударной армии Калининского фронта (с 20 октября — 1-го Прибалтийского) и участвовала в боях юго-западнее города Невель и на витебском направлении в Невельской и Городокской наступательных операциях, после чего до июня 1944 года она находилась в обороне северо-западнее Витебска на рубеже Подмишневье, Товстыки, Дворец
С 1 июня 1944 года дивизия вошла в 6-ю гвардейскую армию и участвовала в Белорусской, Витебско-Оршанской, Полоцкой и Режицко-Двинской и Шяуляйской наступательных операциях, в преследовании противника по правому берегу реки Западная Двина и освобождении города Двинск. В дальнейшем части дивизии вели бои в Латвии, участвуя в Прибалтийской, Рижской и Мемельской наступательных операциях. С 8 декабря дивизия вошла во 2-ю гвардейскую армию 3-го Белорусского фронта и была переброшена в Восточную Пруссию. С 15 января 1945 года она перешла в наступление и участвовала в Восточно-Прусской, Инстербургско-Кенигсбергской и Земландской наступательных операциях, в боях под городом Гольдап и в овладении городом Бартенштайн, в разгроме земландской группировки противника. За бои при разгроме группировки противника юго-западнее Кенигсберга дивизия была награждена орденом Суворова 2-й степени.
В феврале 1946 года 154-я стрелковая ордена Суворова дивизия была расформирована.

## Полное название
154-я стрелковая ордена Суворова дивизия

## Состав и награды
- 437-й стрелковый Краснознаменный полк

 (28 мая 1945 года- за овладение городом и крепостью Пиллау)
- 473-й стрелковый ордена Кутузова полк

 (19 февраля 1945 года- за форсирование реки Дайме и Прегель и овладение городами Лабиау, Велау, Даркемен, Бенкхайм, Тройбург)
- 510-й стрелковый ордена Кутузова полк

 (28 мая 1945 года- за овладение городом и крепостью Пиллау)
- 571-й артиллерийский полк
- 143-й отдельный истребительно-противотанковый дивизион
- 212-й отдельный сапёрный батальон
- 292-й отдельный батальон связи (ранее 424-я отдельная рота связи)
- 239-я разведывательная рота
- 183-й медико-санитарный батальон
- 173-я отдельная рота химзащиты
- 200-я автотранспортная рота
- 144-я полевая хлебопекарня
- 249-й дивизионный ветеринарный лазарет
- 1775-я полевая почтовая станция
- 1732-я полевая касса Госбанка.

## Подчинение
| Дата            | Фронт                                      | Армия                 | Корпус                             | Примечания |
| --------------- | ------------------------------------------ | --------------------- | ---------------------------------- | ---------- |
| 01.06.1943 года | Резерв Ставки ВГК                          | 68-я армия            | -                                  | -          |
| 01.07.1943 года | Резерв Ставки ВГК                          | 68-я армия            | -                                  | -          |
| 01.08.1943 года | Западный фронт                             | 68-я армия            | 62-й стрелковый корпус             | -          |
| 01.09.1943 года | Западный фронт                             | 5-я армия             |                                    | -          |
| 01.10.1943 года | Калининский фронт                          |                       | 60-й стрелковый корпус             | -          |
| 01.11.1943 года | 1-й Прибалтийский фронт                    | 4-я ударная армия     |                                    | -          |
| 01.12.1943 года | 1-й Прибалтийский фронт                    | 4-я ударная армия     | 22-й гвардейский стрелковый корпус | -          |
| 01.01.1944 года | 1-й Прибалтийский фронт                    | 4-я ударная армия     | 22-й гвардейский стрелковый корпус | -          |
| 01.02.1944 года | 1-й Прибалтийский фронт                    | 4-я ударная армия     | 22-й гвардейский стрелковый корпус | -          |
| 01.03.1944 года | 1-й Прибалтийский фронт                    | 43-я армия            | 22-й гвардейский стрелковый корпус | -          |
| 01.04.1944 года | 1-й Прибалтийский фронт                    | 43-я армия            | 22-й гвардейский стрелковый корпус | -          |
| 01.05.1944 года | 1-й Прибалтийский фронт                    | 43-я армия            | 22-й гвардейский стрелковый корпус | -          |
| 01.06.1944 года | 1-й Прибалтийский фронт                    | 43-я армия            | 22-й гвардейский стрелковый корпус | -          |
| 01.07.1944 года | 1-й Прибалтийский фронт                    | 6-я гвардейская армия | 103-й стрелковый корпус            | -          |
| 01.08.1944 года | 1-й Прибалтийский фронт                    | 6-я гвардейская армия | 103-й стрелковый корпус            | -          |
| 01.09.1944 года | 1-й Прибалтийский фронт                    | 6-я гвардейская армия | 103-й стрелковый корпус            | -          |
| 01.10.1944 года | 1-й Прибалтийский фронт                    | 6-я гвардейская армия | 103-й стрелковый корпус            | -          |
| 01.11.1944 года | 1-й Прибалтийский фронт                    | 6-я гвардейская армия | 103-й стрелковый корпус            | -          |
| 01.12.1944 года | 1-й Прибалтийский фронт                    | 6-я гвардейская армия | 103-й стрелковый корпус            | -          |
| 01.01.1945 года | 3-й Белорусский фронт                      | 2-я гвардейская армия | 60-й стрелковый корпус             | -          |
| 01.02.1945 года | 3-й Белорусский фронт                      | 2-я гвардейская армия | 60-й стрелковый корпус             | -          |
| 01.03.1945 года | 3-й Белорусский фронт                      | 2-я гвардейская армия | 60-й стрелковый корпус             |            |
| 01.04.1945 года | 3-й Белорусский фронт / Курляндская группа | 2-я гвардейская армия | 60-й стрелковый корпус             |            |
| 01.05.1945 года | 3-й Белорусский фронт                      | 2-я гвардейская армия | 60-й стрелковый корпус             | -          |

## Командование

### Командиры
- Никулин, Константин Николаевич (18.05.1943 — 09.08.1943), полковник. Погиб 9 августа 1943 года в ходе тяжелых наступательных боев в районе Памятка, Курвость на смоленском направлении.
- Полозов, Анатолий Ефимович (10.08.1943 — 25.08.1943), полковник
- Соколов, Гавриил Дмитриевич (26.06.1943 — 09.02.1944), генерал-майор
- Гордеев, Александр Николаевич (10.02.1944 — 20.02.1944), полковник
- Набатов, Дмитрий Романович (21.02.1944 — 17.03.1944), полковник
- Соколов, Гавриил Дмитриевич (18.03.1944 — 06.06.1944), генерал-майор
- Сочилов, Леонид Тимофеевич (07.06.1944 — 11.07.1944), полковник
- Москаленко, Алексей Прокофьевич (12.07.1944 — 10.01.1945),
- Волков, Николай Львович (11.01.1945 — ??.06.1945), полковник

### Заместители командира
- Полозов, Анатолий Ефимович (18.05.1943 — 23.07.1944), полковник. Погиб 23 июля 1944 года в ходе Режицко-Двинской операции.

### Начальники штаба
- Гордеев, Александр Николаевич (14.05.1943 — ??.02.1946), полковник

## Награды и наименования
| Награда (наименование)    | Дата                | За что получена |
| ------------------------- | ------------------- | --- |
| Орден Суворова II степени | 26 апреля 1945 года | За образцовое выполнение заданий командования в боях против немецких захватчиков при разгроме группы немецких войск юго-западнее Кенигсберга и проявленные при этом доблесть и мужество. |

Личному составу 154-й стрелковой ордена Суворова дивизии было объявлен пять благодарностей в приказах Верховного Главнокомандующего:
- За овладение штурмом городами Даугавпилс (Двинск) и Резекне (Режица) — важными железнодорожными узлами и мощными опорными пунктами обороны немцев на рижском направлении. 27 июля 1944 года. № 153.
- За форсирование реки Неман, прорыв сильно укреплённой обороны противника на западном берегу Немана и овладение городом и крупной железнодорожной станцией Мариамполь, а также важными узлами коммуникаций Пильвишки, Шостаков. 31 июля 1944 года. № 160.
- За прорыв долговременной, глубоко эшелонированной обороны немцев, прикрывавшей границы Восточной Пруссии, вторжение в пределы Восточной Пруссии и овладение мощными опорными пунктами обороны противника — Ширвиндт, Наумиестис (Владиславов), Виллюнен, Вирбалис (Вержболово), Кибартай (Кибарты), Эйдткунен, Шталлупёнен, Миллюнен, Вальтеркемен, Пиллюпёнен, Виштынец, Мелькемен, Роминтен, Гросс Роминтен, Вижайны, Шитткемен, Пшеросьль, Гольдап, Филипув, Сувалки. 23 октября 1944 года. № 203.
- За овладение с боем городами Ландсберг и Бартенштайн — крупными узлами коммуникаций и сильными опорными пунктами обороны немцев в центральных районах Восточной Пруссии. 4 февраля 1945 года. № 269.
- За завершение ликвидации окружённой восточно-прусской группы немецких войск юго-западнее Кёнигсберга. 29 марта 1945 года. № 317.

## Отличившиеся воины дивизии
| Награда                              | Ф. И. О.                           | Должность                                                         | Звание          | Дата награждения                 | Примечания                                                    |
| ------------------------------------ | ---------------------------------- | ----------------------------------------------------------------- | --------------- | -------------------------------- | ------------------------------------------------------------- |
|                                      | Ежов, Николай Герасимович          | командир орудия 571-го артиллерийского полка                      | Сержант         | 29.06.1945                       |                                                               |
|                                      | Балдин, Георгий Иосифович          | командир орудия 571-го артиллерийского полка                      | Сержант         | 18.12.1943 28.06.1944 29.06.1945 |                                                               |
|                                      | Крюков, Николай Захарович          | командир отделения взвода пешей разведки 510-го стрелкового полка | Сержант         | 27.09.1944 18.12.1944 15.05.1946 |                                                               |
|                                      | Маханьков, Матвей Васильевич       | командир стрелкового отделения 473-го стрелкового полка           | Красноармеец    | 04.12.1944 19.08.1955 27.02.1958 |                                                               |
|                                      | Назмутдинов, Тимур Гарафутдинович  | командир 76-мм орудия 437-го стрелкового полка                    | Сержант         | 21.07.1944 16.01.1945 19.04.1945 |                                                               |
|                                      | Пономарёв, Александр Александрович | командир отделения 239-й отдельной разведывательной роты          | Старший сержант | 08.07.1944 12.12.1944 19.04.1945 |                                                               |
|                                      | Федченков, Егор Егорович           | командир стрелкового отделения 473-го стрелкового полка           | Сержант         | 23.04.1944 11.09.1944 24.03.1945 |                                                               |
|                                      | Цуканов, Алексей Алексеевич        | командир пулемётного расчёта 510-го стрелкового полка             | Старший сержант | 23.05.1944 22.02.1945 19.04.1945 |                                                               |
| Орден Отечественной войны II степени | Чуйков, Александр Васильевич       | Командир взвода разведки 437-го стрелкового полка                 | Лейтенант       | 14.08.1943                       | 08.08.1943 в бою погиб закрыв своим телом вражескую амбразуру |

## В дивизии служили
- Амбарян, Хачик Минасович — советский военачальник, генерал-полковник (1969).
- Баранов, Иван Анисимович — полный кавалер ордена Славы